# Henriëtte Bosmans

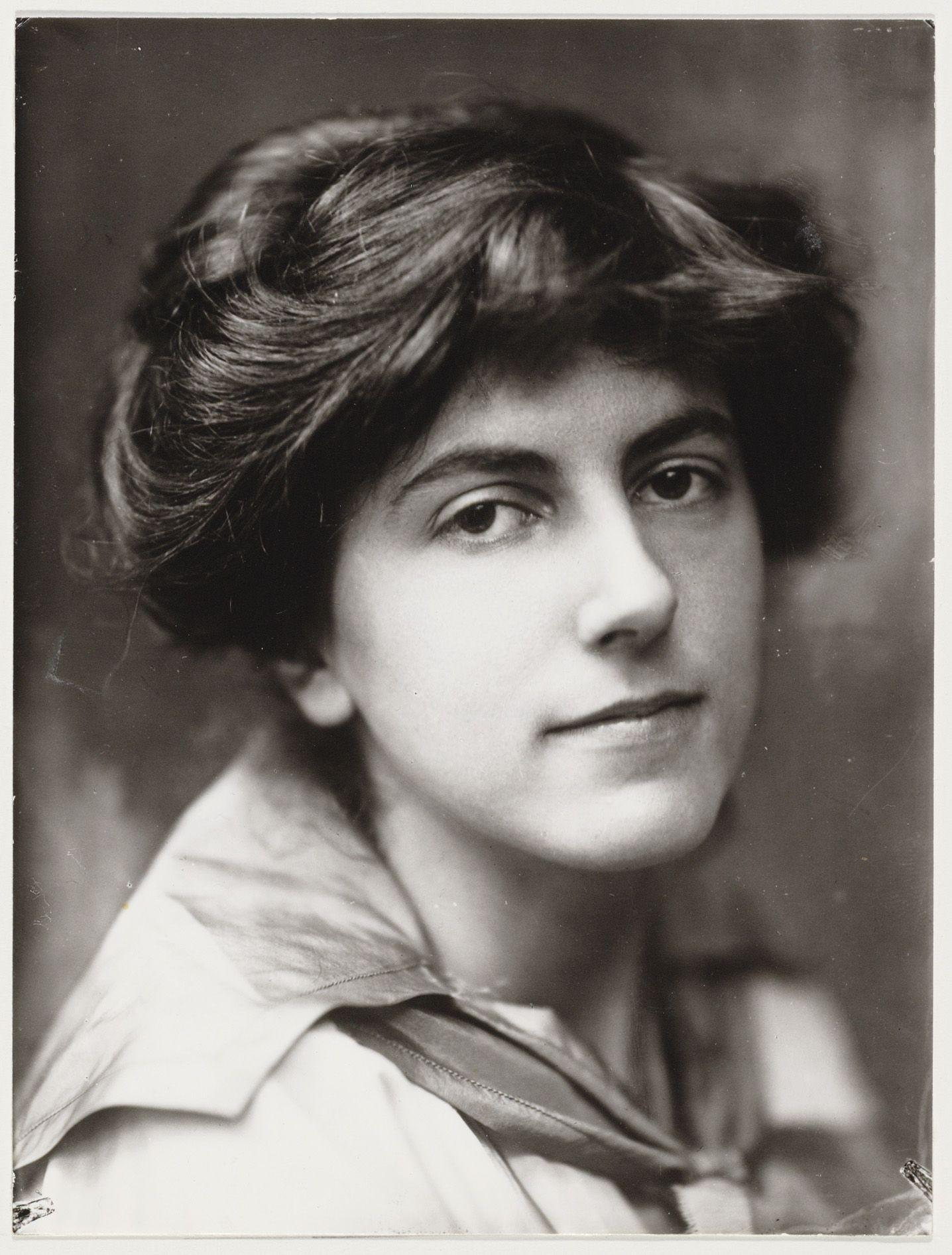
Henriëtte Bosmans 1917, fotografiert von Jacob Merkelbach

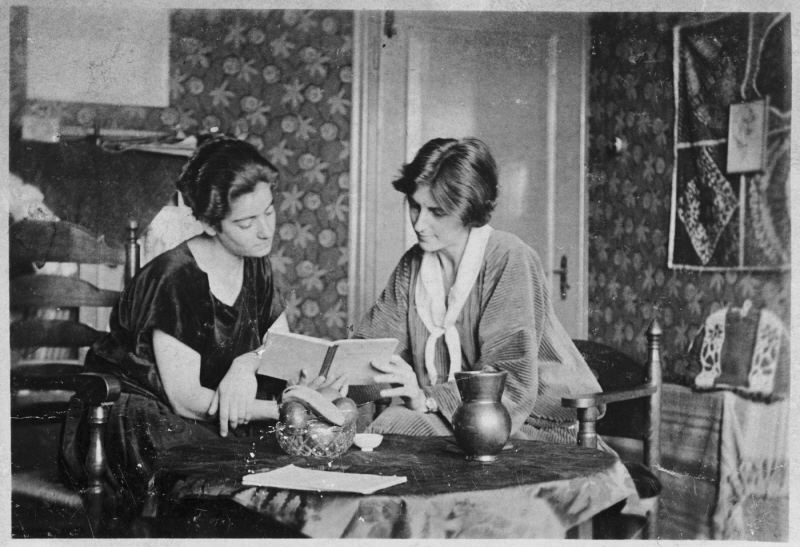
Henriëtte Bosmans (rechts) mit Frieda Belinfante um 1928

Henriëtte Hilda Bosmans (* 6. Dezember 1895 in Amsterdam; † 2. Juli 1952 ebenda) war eine niederländische Komponistin und Pianistin.

## Musikalischer Werdegang
Von ihrer Mutter Sara Benedicts erhielt Henriëtte Bosmans seit der frühen Kindheit Klavierunterricht und bestand mit nur 17 Jahren ihren Abschluss zur Klaviervirtuosin mit Auszeichnung. Zu diesem Zeitpunkt begann sie bereits selbst zu komponieren, ihr erstes Werk wurde veröffentlicht, als sie 19 Jahre alt war.
1919 wurde ihre erste Violinsonate öffentlich aufgeführt. Sie schrieb insbesondere Kammermusik und studierte Orchestermusik bei Cornelis Dopper, zu derselben Zeit komponierte sie überwiegend Werke für das Cello. In den Jahren 1920 und 1921 erweiterte sie ihre kompositorischen Kenntnisse unter anderem durch einen Theoriekurs bei Arnold Schönberg. Bosmans zweites Cellokonzert ist Frieda Belinfante gewidmet, die als Solistin am Cello bei der Uraufführung 1923 mitwirkte.
Von 1927 bis 1930 nahm Bosmans Unterricht bei Willem Pijper. 1929 wurde ihr Concertino für Klavier und Orchester bei den VII. Weltmusiktagen der Internationalen Gesellschaft für Neue Musik (ISCM World Music Days) in Genf aufgeführt. Bosmans und die niederländische Komponistin Emmy Wegener waren die ersten Komponistinnen, deren Werke 1929 an den Weltmusiktagen der Internationalen Gesellschaft für Neue Musik gespielt wurden.
Als Tochter einer jüdischen Mutter erhielt Bosmans als „Halbjüdin“ ab Mai 1940 ein Berufs- und Auftrittsverbot, das alle Kunstschaffenden betraf, die keine Mitgliedschaft in der nationalsozialistischen Reichskulturkammer vorweisen konnten. Sie konnte daher in den darauf folgenden Jahren nur noch heimlich auftreten.
Durch Innere Emigration überstand Bosmans die Besatzungszeit ohne Inhaftierung. Ab 1945 trat sie in Den Haag und Amsterdam wieder als Pianistin auf und publizierte in den darauffolgenden Jahren außerdem zahlreiche Artikel.
1948 Jahre traf sie die französische Sopranistin Noémie Pérugia, die sie zu über 20 Liedkompositionen inspirierte. Bosmans letzter Auftritt fand am 12. März 1952 als Pianistin im Duo mit Pérugia statt.
Unter ihren Kompositionen finden sich u. a. Orchesterwerke, Konzerte, Lieder, Kammer-, Cello- und Klaviermusik.

## Privates
Henriëtte Bosmans war das einzige Kind von Henri Bosmans, Solocellist im Orchester des Concertgebouws in Amsterdam, und der Pianistin und Pädagogin Sara Benedicts. Ihr Vater starb, als sie erst 8 Monate alt war.
Von 1922 bis 1929 war Bosmans mit der neun Jahre jüngeren Cellistin und späteren Dirigentin Frieda Belinfante liiert.
Bosmans arbeitete ab 1933 mit dem wenige Jahre jüngeren Violinisten Francis Koene zusammen, mit dem sie sich auch privat zusammentat. Das Paar verlobte sich 1934. Als Francis Koene 1935 unerwartet an einem Gehirntumor verstarb, geriet Bosmans in eine Schaffenskrise und komponierte längere Zeit überhaupt nicht mehr.
Als Bosmans Mutter – zu der sie stets ein enges Verhältnis hatte – im April 1944 verhaftet und ins Durchgangslager Westerbork gebracht wurde, konnte ihre Tochter, nach wenigen Tagen, ihre Freilassung bewirken. Es ist davon auszugehen, dass sie der befreundete Komponist und Dirigent Willem Mengelberg dabei unterstützte. Ohne diese Intervention wäre Sarah Benedicts mit hoher Wahrscheinlichkeit sehr bald vom Durchgangslager in ein Konzentrationslager deportiert worden.
Während der Kriegsjahre unterhielt Bosmans eine enge Briefkorrespondenz mit dem britischen Musiker und Dirigenten Benjamin Britten.
Am 30. April 1952 brach Bosmans nach einer Probe mit Noémie Pérugia zusammen. Sie hatte Magenkrebs und starb drei Monate später im Alter von 57 Jahren im Krankenhaus.
Henriëtte Bosmans wurde im Grab ihrer Eltern auf dem Friedhof Zorgvlied in Amsterdam beigesetzt.

## Henriëtte Bosmans-Preis
Seit 1994 wird der mit 3.000 Euro dotierte Henriëtte-Bosmans-Preis („Henriëtte Bosmansprijs“) jungen Musizierenden verliehen. Wer die Auszeichnung erhält, wird seit 2003 durch einen Kompositionswettbewerb entschieden.
Zu den Gewinnern des Preises zählten unter anderem der Niederländer Robin de Raaff (1998), der amerikanische Flötist Ned McGowan (2002) sowie der britische Improvisationskomponist Hilary Jeffery (2009).

## Werke (Auswahl)
- 6 Preludes für Klavier, 1918
- Sonate für Cello und Klavier, 1919
- Trio für Klavier, Violine und Cello, 1921
- 1. Cellokonzert, 1922
- 2. Cellokonzert, 1923
- Poème für Cello und Orchester, 1923
- Trois Impressions für Cello und Klavier, 1926
- Streichquartett, 1927
- Concertino für Klavier und Orchester, 1928
- Konzertstück für Flöte und Kammerorchester, 1929
- Konzertstück für Violine und Orchester, 1934

Nach dem 2. Weltkrieg
- Totenmarsch (Doodenmarsch) für Sprechstimme und Orchester, Text: Clara Eggink, 1944
- Dort Kommen die Kanadier (Daar komen de Canadezen) für Gesang und Orchester, Text: Fedde Schurer, 1945
- Lead, Kindly Light für Gesang und Orchester, Text: John Henry Newman, 1945